# Adlitz (Ahorntal)
Adlitz ist ein Gemeindeteil der Gemeinde Ahorntal im Landkreis Bayreuth (Oberfranken, Bayern). Die Gemarkung Adlitz hat eine Fläche von 3,233 km². Sie ist in 445 Flurstücke aufgeteilt, die eine durchschnittliche Flurstücksfläche von 7265,34 m² haben.

## Geografie
Das Dorf liegt im nordöstlichen Bereich der Fränkischen Schweiz etwa zweieinhalb Kilometer südöstlich von Kirchahorn.

## Geschichte
Der Ort wurde 1372 als „Madlolcz“ erstmals urkundlich erwähnt. Dem Ortsnamen liegt der Personenname Adalolt zugrunde. Das M ist die Kurzform der Präposition zum.
Bis zum Beginn des 19. Jahrhunderts unterstand die Dorfmarkung von Adlitz der Landeshoheit reichsunmittelbarer Adeliger, die sich in dem zum Fränkischen Ritterkreis gehörenden Ritterkanton Gebürg organisiert hatten. Die Dorf- und Gemeindeherrschaft übte die Adelsfamilie der Freiherrn von Seefried aus. Die Hochgerichtsbarkeit stand den zum Hochstift Bamberg gehörenden Amt Pottenstein als Centamt zu. Als die reichsritterschaftlichen Territorien in der Fränkischen Schweiz infolge des Reichsdeputationshauptschlusses mediatisiert wurden, wurde Adlitz unter Bruch der Reichsverfassung am 1. November 1805 vom Kurfürstentum Pfalz-Baiern annektiert. Damit wurde das Dorf ein Bestandteil der bei der „napoleonischen Flurbereinigung“ in Besitz genommenen neubayerischen Gebiete, was erst im Juli 1806 mit der Rheinbundakte nachträglich legalisiert wurde.
Durch die Verwaltungsreformen im Königreich Bayern wurde Adlitz mit dem Zweiten Gemeindeedikt im Jahr 1818 eine Ruralgemeinde. Im Zuge der Gebietsreform in Bayern wurde Adlitz am 1. Januar 1972 ein Bestandteil der neu gebildeten Gemeinde Ahorntal.

## Verkehr
Die von der Staatsstraße 2185 kommende Kreisstraße BT 27 durchquert den Ort und führt in südsüdwestlicher Richtung weiter zur St 2163. Eine in der Ortsmitte von dieser abzweigende Gemeindeverbindungsstraße führt in östlicher Richtung ebenfalls zu dieser Staatsstraße. Der ÖPNV bedient das Dorf an einer Haltestelle der Buslinien 388, 396 und 397 des VGN. Die am schnellsten erreichbaren Bahnhöfe befinden sich in Creußen, Schnabelwaid und Pegnitz. Der nächste Fernbahnhof ist der Hauptbahnhof in Bayreuth.

## Baudenkmäler

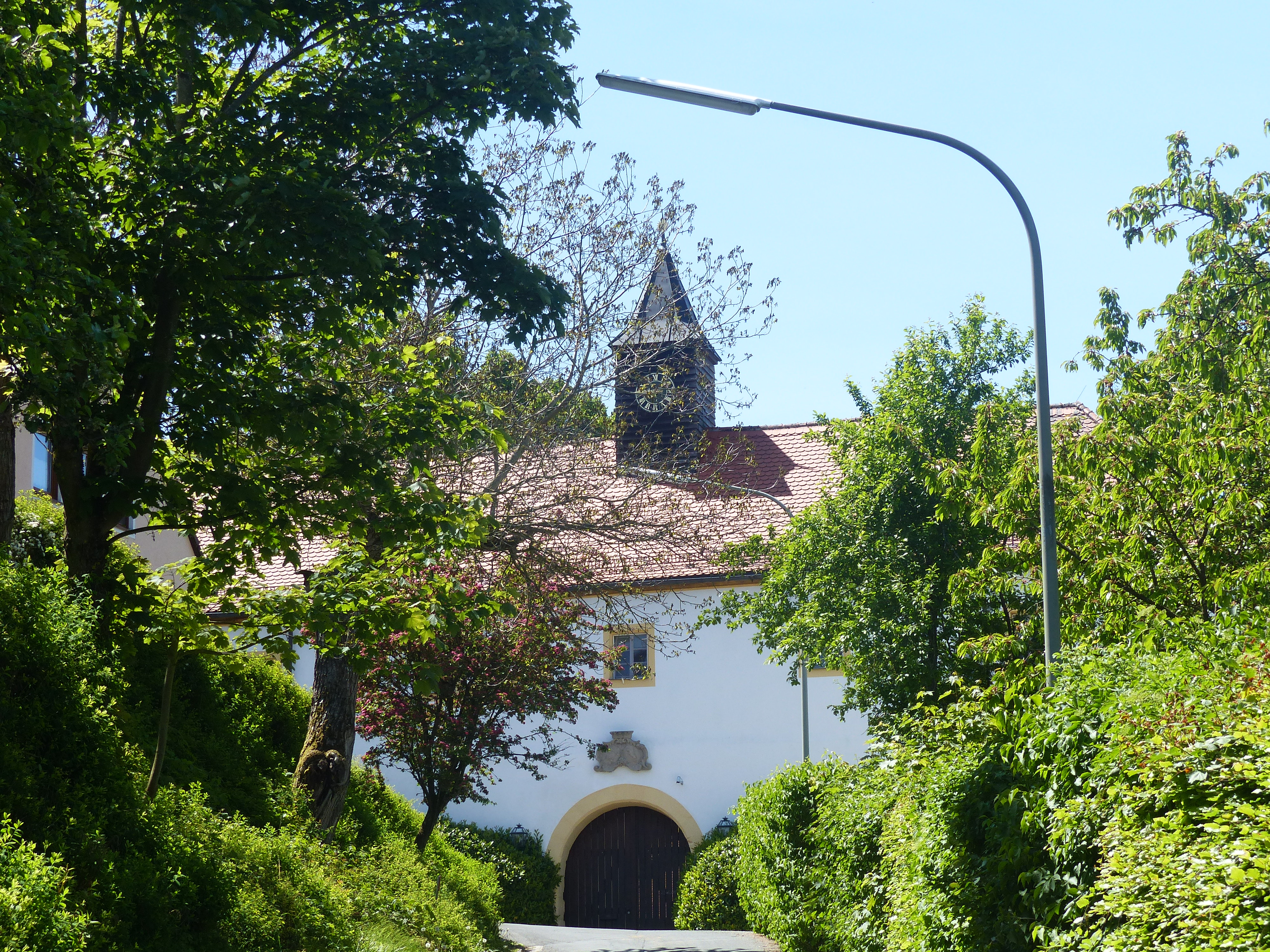
Der Torbau mit Wirtschaftstrakt

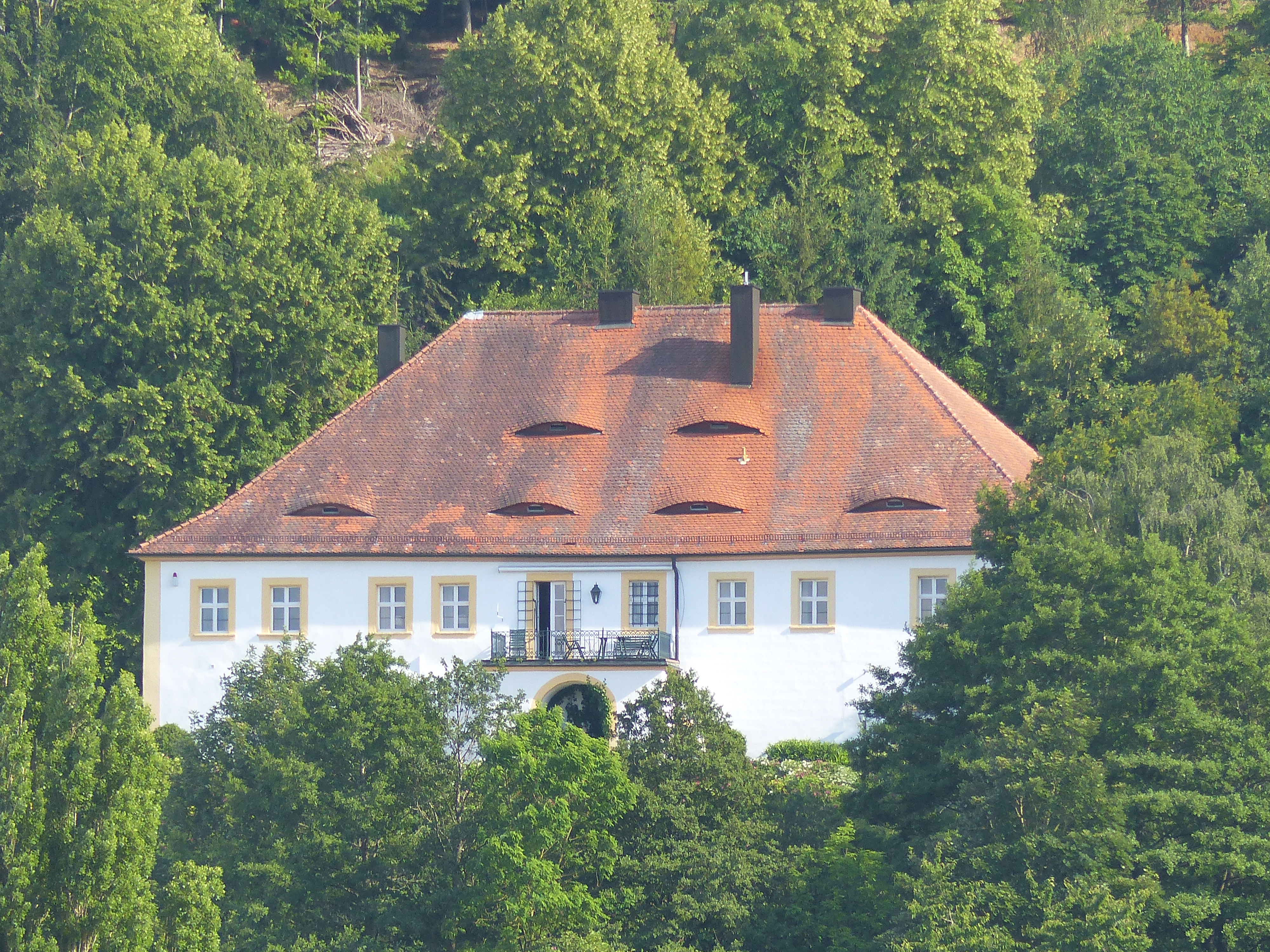
Das Hauptgebäude des Schlosses

In und um Adlitz gibt es sechs denkmalgeschützte Bauwerke, darunter das Schloss Adlitz mit dem Hauptgebäude und einem dazugehörigen Torbau mit Wirtschaftstrakt. 